# 株式会社 (ポーランド)
ポーランド法における株式会社（ポーランド語: spółka akcyjna; S.A.、エス・アー） は、ポーランドの会社法 (Kodeks spółek handlowych) に基づく企業形態で、会社 (spółka handlowa) の一種であり、法人格を有する。「spółka」は「会社」を、「akcyjna」は「株式の」を意味する。有限会社 (sp. z o.o.) とあわせて、日本法における株式会社に相当する。
ポーランドの会社に占める株式会社の割合は、日本の会社に占める株式会社の割合と比較して少ない。有限会社の最低資本金が5,000ズウォティである一方、株式会社の最低資本金は10万ズウォティと高額であり、また監査役会の設置義務があること等の理由により、ポーランドではドイツと同様、ある程度の規模を持つ企業であっても有限会社の形態を採ることが多い。ポーランド中央統計局 (GUS) の発表した統計では、2010年時点でのポーランド国内における株式会社は9,322社であるのに対し、有限会社は252,411社となっている。